# Пергамос (миноносец)
«Пергамос» — греческий миноносец. Бывший австрийский миноносец «95-F». Построен на верфи фирмы «Ganz — DanubiusCo» в Фиуме.
Принадлежит большой серии австрийских миноносцев типа (Tb 82 F), построенных в Фиуме и типа (Tb98 M), построенных в Монфальконе. Один из 6 судов этих типов предоставленных Греции в 1922 году, в качестве репараций после окончания Первой мировой войны и раздела австрийского флота. Все греческие суда этих типов получили имена древних греческих городов Малой Азии, оставленных греческой армией в том же 1922 году: «Пергамос» (Пергам), «Пруса» (Бурса), «Панормос» (Бандырма), «Киос» (Гемлик), «Кидониэ» (Айвалык), «Кизикос» (Кизик (город)).
Спущен на воду в 1913 году.
После передачи греческому флоту, в 1926 году был произведён капитальный ремонт судна плавмастерскими ГЕФЕСТ (греч.ΗΦΑΙΣΤΟΣ).
Принял участие в морских операциях греко-итальянской войны 1940—1941 годов.
Во время вступления в войну Германии, пришедшей на помощь итальянцам, миноносец находился на ремонте на базе флота на острове Саламин.
25 апреля 1941 года, за 2 дня до вступления немецкой армии в Афины и не имея возможности следовать за другими кораблями флота к острову Крит и на временную базу флота в Александрию, Египет миноносец был потоплен по приказу командования ВМФ.